# Anatole Mallet

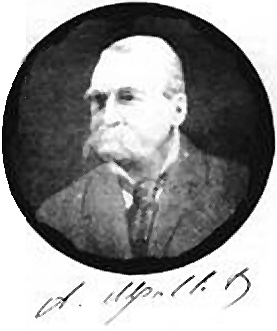
Jules T. Anatole Mallet

Jules Theodore Anatole Mallet (* 23. Mai 1837 in Lancy (Kanton Genf); † 10. Oktober 1919 in Paris) war ein Schweizer Ingenieur und seinerzeit einer der erfolgreichsten Konstrukteure von Dampflokomotiven.

## Ausbildung
Mallet studierte und lehrte zunächst an der Pariser Ecole Centrale des Arts et Manufactures und begann später mit der Konstruktion und Planung von Hafenanlagen, unter anderem für den Sueskanal.

## Dampfmaschinen

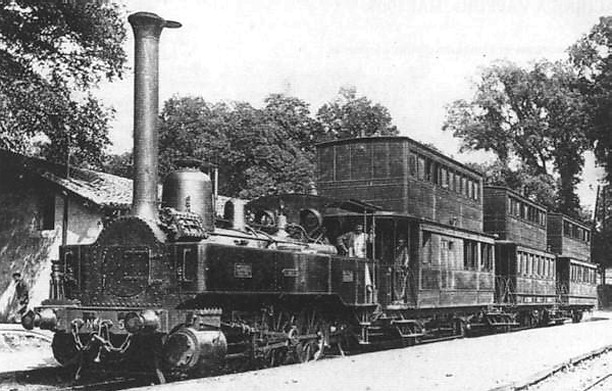
Die erste Verbundlokomotive bei der Bayonne-Biarritz-Bahn

Im Jahre 1867 befasste er sich erstmals mit der Konstruktion von Dampfmaschinen und entwickelte die Idee der Verbundmaschine. Er versuchte dieses Prinzip auch auf Dampflokomotiven anzuwenden. Im selben Jahr und in engem Zusammenhang mit dem ersten Patent erfolgte die Patentierung einer Anfahrvorrichtung, die es ermöglichte, Frischdampf in die Niederdruckzylinder der Verbunddampfmaschine einzuleiten und so den Anfahrvorgang einer Lokomotive zu beschleunigen.
Aufsehen erregte Mallet 1876, als er bei der Eisenbahn Bayonne–Biarritz zwei Tenderlokomotiven mit einer Zweizylinder-Verbundmaschine in Dienst stellte. Prinzipiell funktionierten die Lokomotiven, hatten jedoch bei höheren Geschwindigkeiten einen unruhigen Lauf aufgrund der nicht völlig ausgeglichenen Leistungsunterschiede des Hochdruck- und des Niederdruckzylinders. Mallet konnte seinerzeit die Bahngesellschaften nicht vom Verbundprinzip überzeugen. Auch nach der Entwicklung verbesserter Konstruktionen mit paarweise eingebauten Hoch- und Niederdruckzylindern wirkte die Komplexität der Maschinen eher abschreckend auf die Mehrheit der Bahngesellschaften. Die später entwickelte Dampfüberhitzung erwies sich als erfolgreicherer Weg zur Energieausnutzung im Vergleich zum Verbundprinzip.

## Die Entwicklung derMalletlok

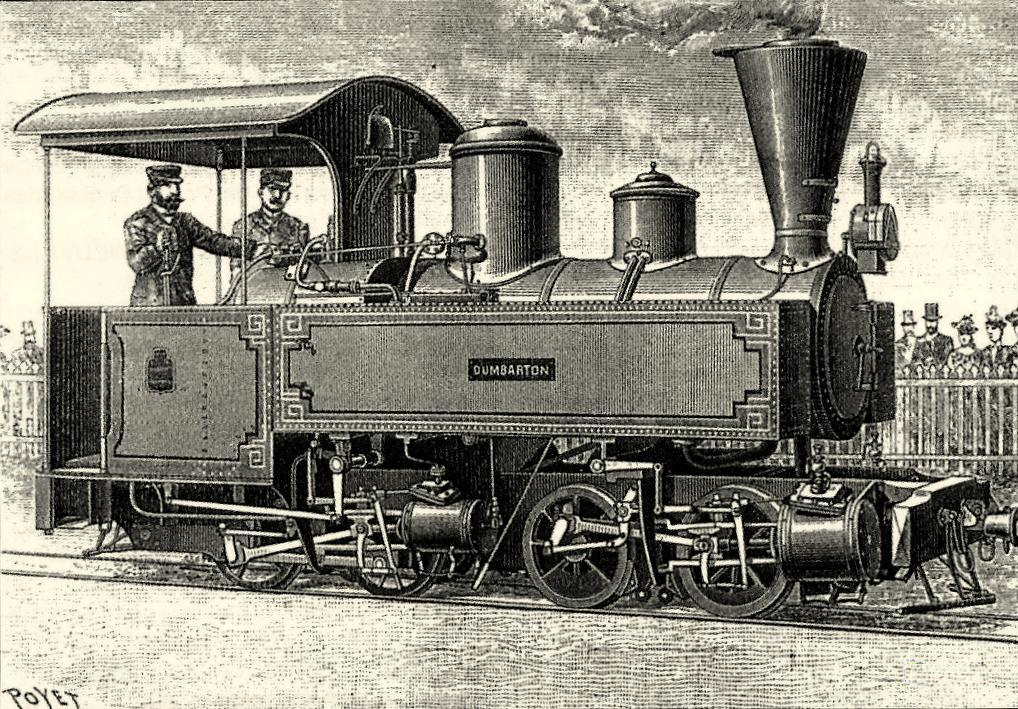
Mallet-Tenderlokomotive der Decauville-Bahn der Pariser Weltausstellung des Jahres 1889

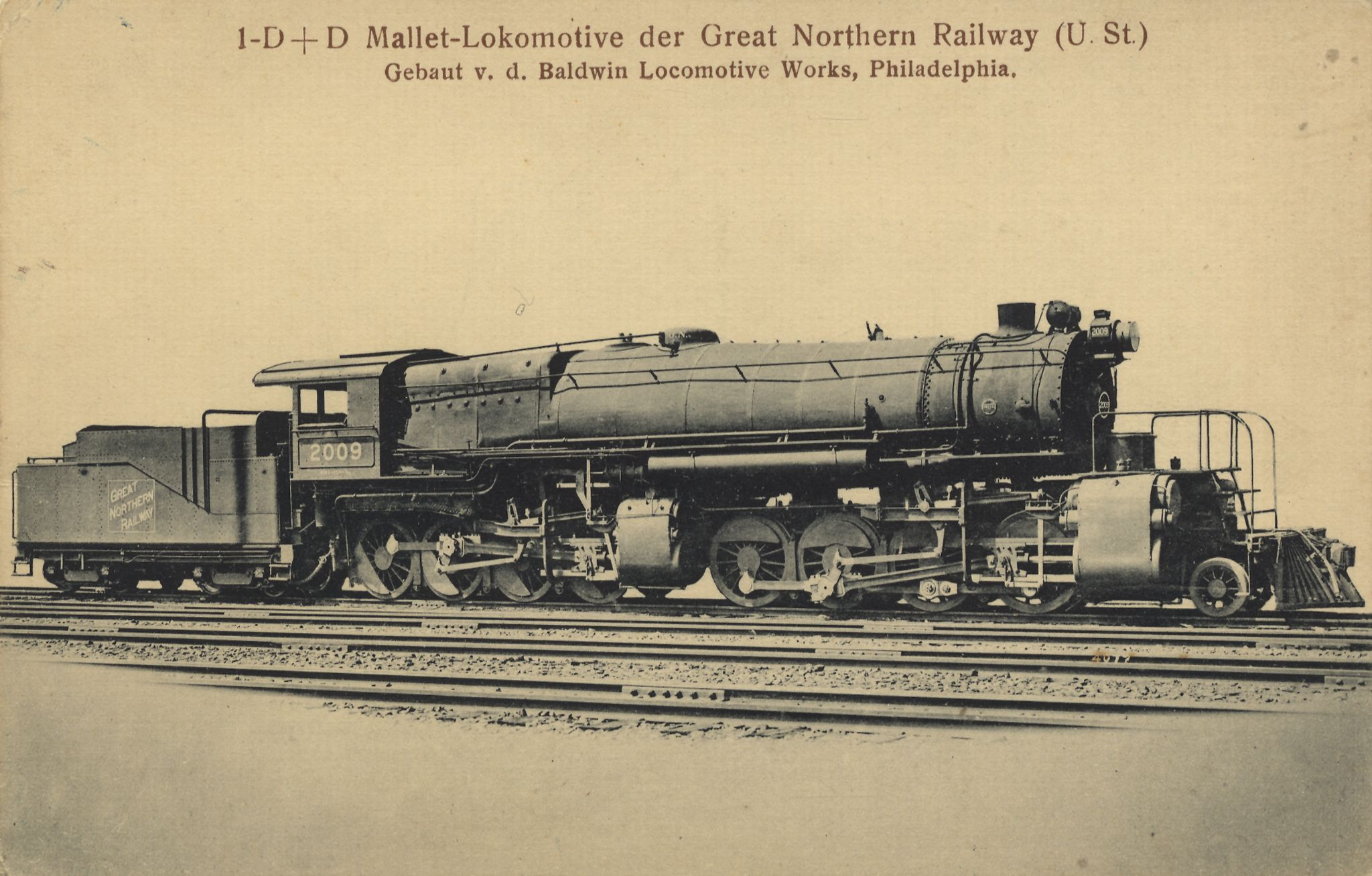
Nordamerikanische Lokomotive mit Malletfahrwerk

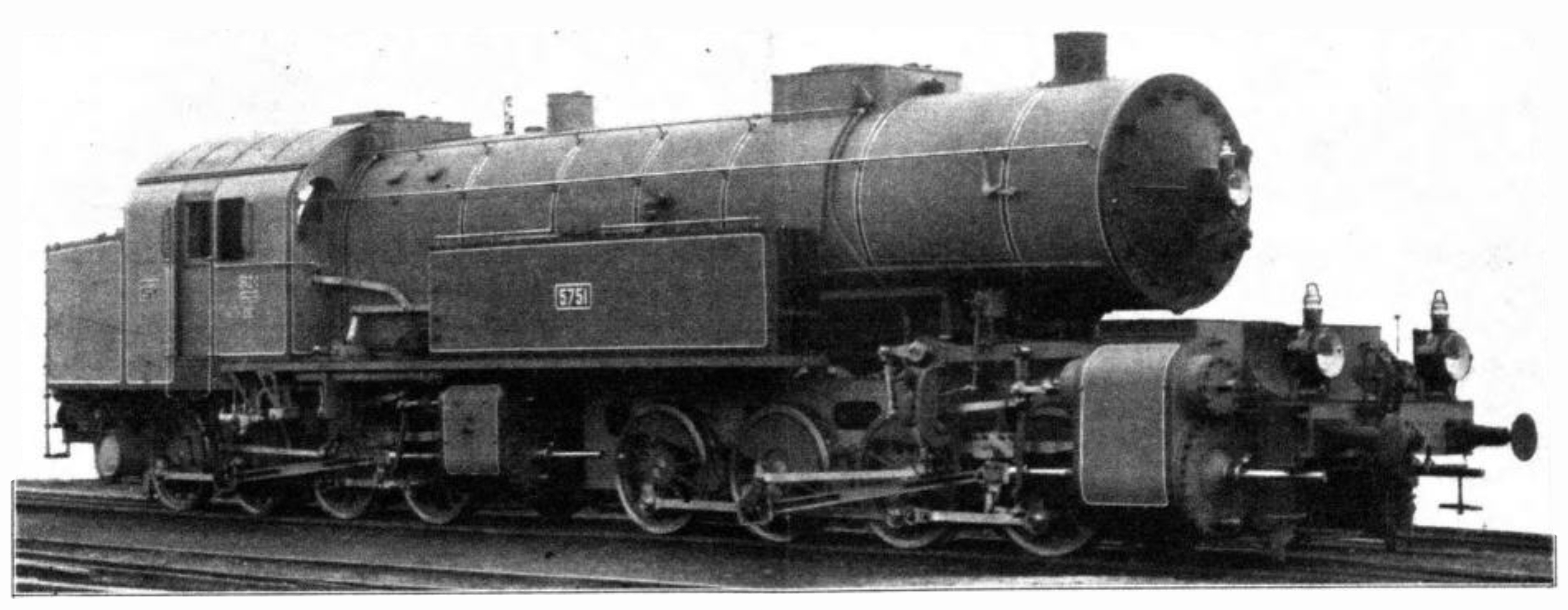
Bayerische Gt 2×4/4

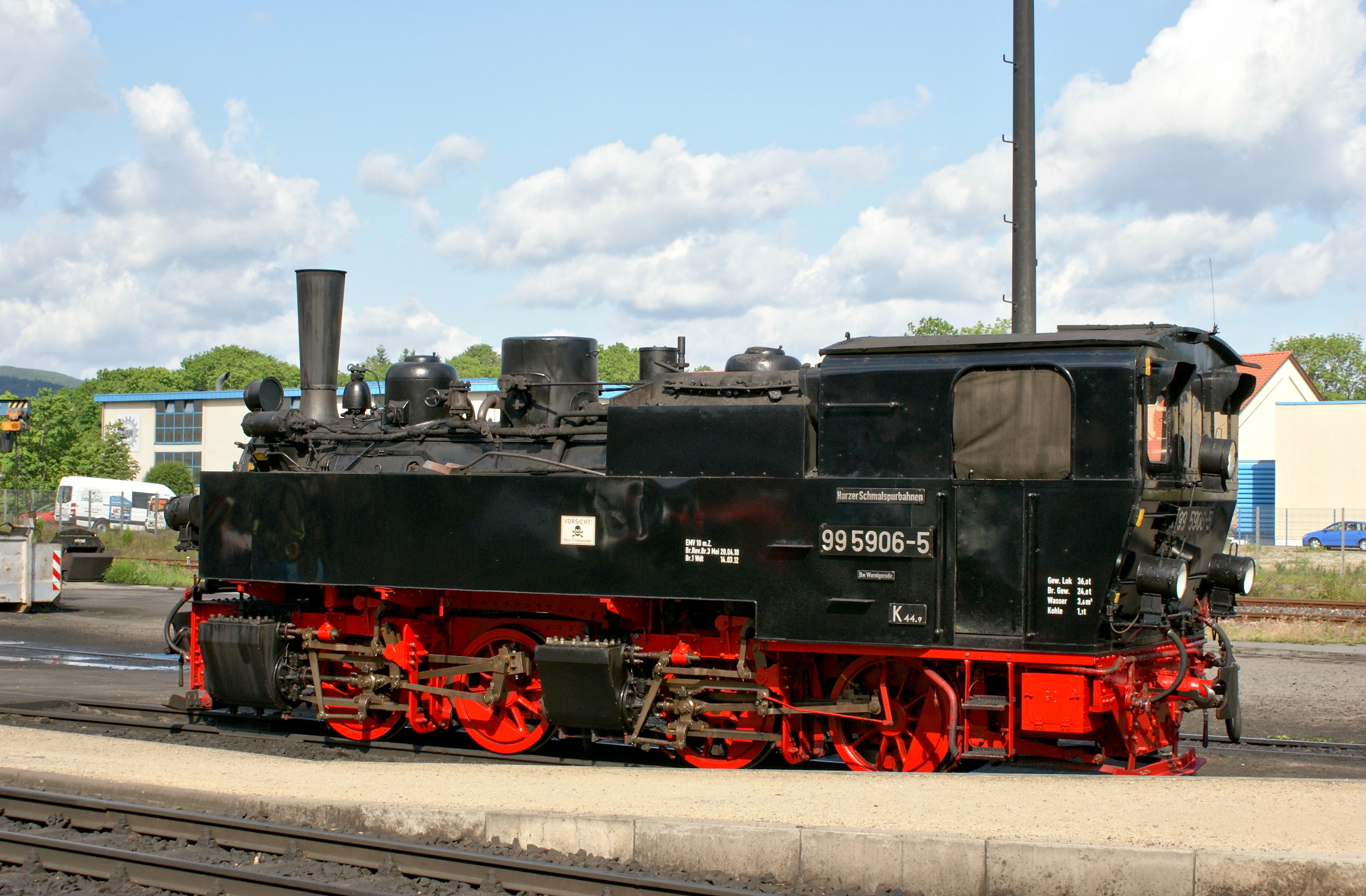
Mallet-Lok der Baureihe 99^{590} der Harzer Schmalspurbahn

Der zunehmende Verkehr auf schmalspurigen Eisenbahnen erschloss Mallet ein anderes Wirkungsfeld. Diese Bahnen benötigten stärkere und damit größere Maschinen, als es die engen Kurven der Schmalspurstrecken zuließen. Die einzige Lösung schienen hier Lokomotiven mit schwenkbaren Fahrwerken zu sein. Dazu waren bereits die Bauarten von Fairlie und Meyer verbreitet, die schwenkbare Maschineneinheiten verwendeten. Die einzelnen Einheiten wurden mit Dampf über flexible Verbindungen gespeist, die sich jedoch stets als Schwachpunkt der Maschinen erwiesen. Mallet entwickelte stattdessen eine Bauart mit zwei Fahrwerken, von denen nur das vordere, unter der Rauchkammer befindliche Fahrwerk schwenkbar gelagert war, während der Kessel fest auf dem anderen Fahrwerk ruhte. Damit reduzierte sich die Zahl der flexiblen Verbindungen um die Hälfte.
Der wesentliche Unterschied der Konstruktion von Mallet im Vergleich zu den Bauarten Fairlie und Meyer war aber die perfekte Anwendung eines Verbundtriebwerkes. Der Frischdampf wird zunächst zu den Hochdruckzylindern des fest gelagerten Fahrwerks geleitet und nach dem Auslass in die Niederdruckzylinder des vorderen beweglichen Fahrwerks. Die dorthin führende bewegliche Dampfleitungsverbindung war wegen des geringeren Drucks besser beherrschbar als bei reiner Frischdampf-Versorgung. Diese Bauart ließ Mallet sich 1884 patentieren. Die erste auf diese Art gebaute Malletlokomotive wurde 1888 in Belgien für Paul Decauvilles 600-mm-Schmalspurbahn auf der Pariser Ausstellung 1889 vorgestellt und beförderte dort über sechs Millionen Besucher. Später wurden weitere mit diesem Prinzip erfolgreiche Schmalspur-Lokomotiven gebaut, zumeist mit der Achsfolge B’B, also mit zwei jeweils zweiachsigen Triebwerken.
1904 führte die Baltimore & Ohio Railroad das Mallet-Konzept in den Vereinigten Staaten mit der Bestellung einer C’C-Loktype bei der American Locomotive Company ein. 1911 gab es in den USA bereits mehr als 500 Mallets. Während des Ersten Weltkriegs trieb die Virginian Railway das ursprüngliche Mallet-Konzept auf die Spitze mit der Bestellung von Maschinen der Achsfolge (1’E)’E1’, deren Niederdruckzylinder einen Durchmesser von 48 Zoll (120 cm) hatten. Damit wurden aber auch die Grenzen des Mallet-Konzepts sichtbar. Der Überhang des Kessels und die Niederdruckzylinder waren so groß, dass es kaum möglich war, geeignete Ventile für sie zu entwickeln. Sie konnten nur bei niedrigen Geschwindigkeiten betrieben werden. Bei späteren, größeren Lokomotiven, die auch weiterhin Mallets genannt wurden, wurde auf das Verbundprinzip der getrennten Fahrwerke verzichtet und beide Fahrwerke mit Frischdampf versorgt. Weitere Verbesserungen wurden durchgeführt, um mit den Maschinen auf regelspurigen Gleisen höhere Geschwindigkeit zu erreichen. Die Bauart Mallet brachte in den USA die größten jemals gebauten Dampflokomotiven hervor.
Anatole Mallet selbst beteiligte sich nicht mehr an den weiteren Verbesserungen, da er sein Prinzip vorrangig für den Einsatz der Verbundmaschine verfolgte. Um 1888 entwarf er noch die originalen Lokomotiven für die Lartigue-Einschienenbahn. Im 20. Jahrhundert wurde Mallet als der „Grand Old Man“ der französischen Ingenieure angesehen, der gelegentliche Abhandlungen über Lokomotiven für die Annalen der französischen Gesellschaft der Zivilingenieure verfasste. Über den Menschen Mallet jenseits seiner Erfolge als Maschinenbauingenieur ist wenig bekannt, obwohl er als einer der drei wichtigsten Lokomotivbau-Ingenieure nach der Ära von Stephenson gilt.
Im November 1913 hatten die Königlich Bayerischen Staatseisenbahnen für den Schiebedienst eine erste Gt 2×4/4 auf die Gleise gebracht. Ihr folgten 24 weitere Maschinen, deren letzte Exemplare 1948 in Westdeutschland, 1954 bei der Deutschen Reichsbahn ausgemustert wurden.
In Deutschland findet man heutzutage Dampflokomotiven der Bauart Mallet noch auf den Gleisen der Harzer Schmalspurbahn im täglichen Einsatz nach Fahrplan.